# Justin Cage
Justin Cage (San Antonio, 26 giugno 1985) è un ex cestista statunitense, professionista nella NBDL e in Europa.

## Palmarès
- Supercoppa del Belgio: 1

Mons: 2011